# طاهر بن عبدالله
ابوطَیِب طاهر بن عبدالله (درگذشت ۲۴۸ هجری قمری/ ۸۶۲ میلادی) ملقب به طاهر دوم، چهارمین امیر طاهری است که پس از مرگ پدرش عبدالله بن طاهر، به فرمان واثق، خلیفهٔ عباسی، در سال ۲۳۰ هجری حکومت خراسان بزرگ و مناطق شرقی فلات ایران را بر عهده گرفت و تا پایان عمر این منصب را برعهده داشت.
طاهر پیش از قدرت‌گیری، به فرمان پدر، سلسله عملیات‌های نظامی موفقیت‌آمیزی را در غور عهده‌دار شد و به مناطقی دست یافت که پیش از آن به تصرف مسلمانان درنیامده‌بود. او همچنین مدتی نیز حکومت طبرستان را بر عهده داشت و پس از مرگ پدر، به نیشابور مراجعه کرد و با فرمان واثق، حکومت خراسان را بر عهده گرفت. به رغم موافقت و اقبال دربار خراسان و مردمان آن سرزمین به طاهر، واثق در ابتدا تمایلی به واگذاری حکومت به وی نداشت و قصد داشت تا با واگذاری حکومت به اسحاق بن ابراهیم، که از شاخه طاهریان بغداد بود، از وراثت حکومت خراسان در میان فرزندان طاهر بن حسین جلوگیری کند و در این میان محمد بن عبدالملک، وزیر خلیفه، نیز از نقش برجسته‌ای برخوردار بود. اما در نهایت واثق از نامزدی حکومت اسحاق بن ابراهیم چشم‌پوشی کرد و حکومت خراسان را به طاهر بن عبدالله واگذار نمود. طاهر دارای روابط نیکویی با خلفای هم‌عصر خویش از جمله متوکل، منتصر و مستعین بود و خود را مولی امیرالمؤمنین می‌خواند. طاهر به ویژه دارای رابطهٔ نیکو و تنگاتنگی با متوکل بود و فرمان‌های وی را به دقت اجرا می‌کرد، که نمود آن را می‌توان در ماجرای علی بن جهم و قطع درخت سرو کاشمر مشاهده کرد. همچنین با مرگ اسحاق بن ابراهیم و برادرش، محمد بن ابراهیم حاکم فارس، متوکل مراتب تسلیت خویش را به طاهر در خراسان ابلاغ کرد. در عصر حکمرانی طاهر، محمد بن عبدالله طاهری، برادر طاهر، در اثر سلسله رقابت‌های درون خاندانی طاهریان، امارت بغداد و مناصب مربوط به آن را بر عهده گرفت که این واقعه، تقویت موقعیت نوادگان طاهر بن حسین به ویژه فرزندان عبدالله بن طاهر را در خراسان و بغداد به دنبال داشت.
طبق دیدگاه اکبری، دورهٔ حکومت طاهر بن عبدالله، مقارن با آغاز ضعف حکومت طاهریان بود، زیرا با وجود کفایت وی در امور حکومت، عدالت به خوبی پیاده‌سازی نشد. علاوه بر آن طبرستان و سیستان نیز از وضعیت مطلوبی برخوردار نبودند. در طبرستان نایب عامل طاهر، دست به ظلم و اجحاف در حق مردم زد که موجبات نارضایتی و وخامت اوضاع در آن سرزمین را فراهم کرد. سیستان نیز صحنهٔ درگیری مدعیان گوناگون قدرت همچون خوارج، عیاران و مطوعه شد که این امر کنترل اوضاع را برای عاملان طاهری دشوار نمود و آنان را در تسلط بر اوضاع آن ناحیه، با ناکامی مواجه ساخت. عاملان طاهری در این ناحیه به نبردهای پی‌درپی با گروه‌های مختلف اقدام کردند و گاهی به پیروزی نیز دست یافتند و حتی به اتحاد با بعضی از آنان علیه گروه دیگر اقدام نمودند؛ اما در نهایت کاری از پیش نبردند و با فوت عامل طاهری آن ناحیه، ابراهیم بن حضین و وقوع سلسله درگیری‌ها، سرانجام در واپسین سال زندگانی طاهر بن عبدالله، یعقوب لیث در سال ۲۴۷ ه‍.ق / ۸۶۱ م قدرت سیستان را در دست گرفت که این واقعه آغاز سقوط طاهریان بود.
طاهر را فردی عادل، عاقل، حساس و با کفایت در امر حکومت معرفی کرده‌اند که به خواسته‌های مردم توجه نشان می‌داد و از فساد اخلاقی رایج در میان امیران به دور بود. او همچنین فردی علم‌دوست بود و به شعرا و عالمان اهمیت می‌داد و سعی در آشنایی فرزندانش با علوم زمان داشت. در عصر حکمرانی وی، شاعران زیادی در دربارش حاضر بودند که مورد لطف وی قرار داشتند و وی بر آنان سخت نمی‌گرفت. همچنین منجمان نیز در دربار وی حضور داشتند و به رصد ستارگان می‌پرداختند. طاهر بن عبدالله در سال ۲۴۸ ه‍.ق/ ۸۶۲ م درگذشت.

## منبع‌شناسی
منابع مربوط مربوط به عهد طاهریان را می‌توان به چند گروه تقسیم کرد: